# Dubi
Dubi (ukránul: Дуби) település Ukrajnában, Kárpátalján, a Huszti járásban.

## Története
A falu Dub(i) neve erdőt, erdős helyet jelent.
A trianoni békeszerződés előtt Bereg vármegye Felvidéki járásához tartozott. 1910-ben 148 lakosából 8 magyar, 138 német, 2 ruszin volt. Ebből 143 római katolikus, 5 görögkatolikus volt.
A település római katolikus templomát a háború után lebontották, helyén ma üzlet van.